# Liste des distinctions de Will Smith
 (août 2010).
Liste des récompenses et nominations de Will Smith, notamment pour ses performances d'acteur et musicales,,.

## Récompenses
- Oscars :
  - Oscars 2022 : Meilleur acteur pour La Méthode Williams
- Golden Globes :
  - Golden Globes 2022 : Meilleur acteur dans un film dramatique pour La Méthode Williams
- BAFTA :
  - British Academy Film Awards 2022 : Meilleur acteur pour La Méthode Williams

Autres:
- Saturn Awards :
  - 2008 : du meilleur acteur pour Je suis une légende.

- MTV Movie Awards :
  - 1996 pour Independence Day
  - 1997 pour Men in Black
  - 2001 pour Ali
  - 2008 pour Je suis une légende

- NRJ Music Awards :
  - 2000 pour le meilleur artiste international de l'année

- Grammy Awards :
  - pour Parents just don't understand
  - pour Summertime
  - pour Men in Black
  - pour Gettin' Jiggy Wit It

- César du cinéma :
  - 2005 César d'honneur

- NRJ Ciné Awards :
  - 2007 pour le meilleur acteur de l'année

- ASCAP Film and Television Music Awards :
  - 1994 pour Le Prince de Bel-Air
  - 1998 pour Men in Black
  - 2000 pour Wild Wild West

- People's Choice Awards : 
  - 2005 pour la star masculine favorite de l'année
  - 2009 pour la star masculine favorite de l'année
  - 2009 pour la star d'action favorite de l'année

- American Music Awards :
  - 2005 pour l'artiste masculin de l'année
  - 2000 pour le meilleur artiste de Pop/Rock
  - 1999 pour le meilleur artiste de Pop/Rock 
 le meilleur album de Pop/Rock 
 le meilleur album de Soul/R&B
  - 1992 pour le meilleur album de Rap/rock
  - 1989 pour le meilleur album de Rap/rock

- Teen Choice Award :
  - 2008 pour le meilleur acteur
  - 2007 pour le meilleur acteur
  - 2007 pour plus beau couple avec son fils Jaden Smith
  - 2005 pour le meilleur acteur

- NAACP Image Awards :
  - 2009 pour Sept vies
  - 1997 Special Award (Entertainer of the Year)
  - 1999 pour le meilleur artist de Rap
  - 1999 pour le meilleur clip video

- BET Awards :
  - 2002 du meilleur acteur
  - 2009 du meilleur acteur

- Kids' Choice Awards :
  - 2009 pour Hancock
  - 2006 pour Hitch, expert en séduction
  - 2005 pour Gang de requins
  - 2003 Wannabe
  - 2000 pour la chanson favorite d'un film Wild Wild West
  - 2000 pour le meilleur artiste
  - 1999 pour le meilleur artiste
  - 1998 pour Men In Black
  - 1997 Hall of Fame
  - 1991 pour Le Prince de Bel-Air

- Sci-Fi Universe Magazine :
  - 1996 pour Independence Day

- Razzie Awards :
  - 2000 pour la chanson favorite d'un film Wild Wild West
  - 2000 pour Wild Wild West

- Blockbuster Entertainment Awards :
  - 1999 pour Ennemi d'État
  - 1998 pour Men in Black
  - 1997 pour Independence Day

- Young Artist Awards :
  - 2007 Jackie Coogan Award pour À la recherche du bonheur

- World Music Awards :
  - 2000 World's Best-Selling Male Rap Artist
  - 2000 World's Best-Selling Male Dance Artist
  - 2000 World's Best-Selling Male R&B Artist
  - 2000 World's Best-Selling Male Pop Artist

- Festival international du film de Santa Barbara :
  - 2007 pour À la recherche du bonheur

- NRJ Radio Awards :
  - 1999 meilleur artiste international

- MuchMusic Video Awards :
  - 1998 pour l'artiste international

- MTV Video Music Awards :
  - 1999 pour le meilleur video masculin
  - 1998 pour le meilleur video masculin
  - 1998 pour le meilleur video de Rap
  - 1997 pour le meilleur video d'un film (Men in Black)
  - 1989 pour le meilleur video de Rap

- MTV Europe Music Awards :
  - 1999 pour le meilleur artiste
  - 1997 pour le meilleur Rap Act

- Billboard Music Awards
  - 1998 pour le meilleur clip de pop

- Festival du film de Hollywood
  - 2015 : Hollywood Actor Award pour Seul contre tous

- Critics' Choice Movie Awards 2022 : Meilleur acteur pour La Méthode Williams

- Screen Actors Guild Awards 2022 : Meilleur acteur pour La Méthode Williams

## Nominations
- Oscars du cinéma :
  - 2002 pour Ali
  - 2007 pour À la recherche du bonheur

- Golden Globes :
  - 1993 pour Le Prince de Bel-Air - meilleur acteur dans une série comique ou musicale
  - 1994 pour Le Prince de Bel-Air - meilleur acteur dans une série comique ou musicale
  - 2002 pour Ali - meilleur acteur dans un film dramatique
  - 2007 pour À la recherche du bonheur - meilleur acteur dans un film dramatique
  - 2016 pour Seul contre tous - meilleur acteur dans un film dramatique

- Screen Actors Guild Awards :
  - 2007 pour À la recherche du bonheur

- NAACP Image Awards :
  - 2008 pour Je suis une légende
  - 2007 pour À la recherche du bonheur
  - 2006 pour Hitch, expert en séduction
  - 2005 pour I, robot
  - 2004 pour Bad Boys 2
  - 2002 pour Ali
  - 2001 pour La Légende de Bagger Vance
  - 1999 pour Ennemi d'État
  - 1997 pour Le Prince de Bel-Air
  - 1996 pour Le Prince de Bel-Air

- People's Choice Awards :
  - 2009 pour le meilleur superhero (Hancock)
  - 2006 pour le star masculin favori qui fait rire

- Black Movie Awards :
  - 2006 pour le meilleur film ATL
  - 2005 pour Hitch, expert en séduction

- Black Reel Awards :
  - 2007 pour À la recherche du bonheur
  - 2002 pour Ali

- BET Comedy Awards :
  - 2005 pour Hitch, expert en séduction
  - 2005 pour Gang de requins

- Scream Awards :
  - 2008 pour Hancock
  - 2008 pour Je suis une légende

- Grammy Awards :
  - 1990 pour la meilleure performance de Rap par un Duo ou Groupe
  - 1991 pour la meilleure performance de Rap par un Duo ou Groupe
  - 2000 pour la meilleure performance de Rap
  - 2001 pour la meilleure vidéo de musique

- Saturn Awards :
  - 1997 pour Independence Day
  - 1998 pour Men in Black
  - 2000 pour La Légende de Bagger Vance
  - 2009 pour Hancock

- Kids' Choice Awards :
  - 2007 pour À la recherche du bonheur
  - 2003 pour Men in Black 2
  - 2000 pour Wild Wild West
  - 1997 pour Independence Day
  - 1996 pour Le Prince de Bel-Air

- Brit Awards :
  - 2000 pour le meilleur artiste international de l'année

- National Movie Awards,UK :
  - 2008 pour Hancock et Je suis une légende

- ShoWest Convention :
  - 1995 Star masculin de demain
  - 1997 Special Award
  - 1999 Acteur de l'année
  - 2002 Star masculin de l'année

- Chicago Film Critics Association Awards :
  - 2006 pour À la recherche du bonheur

- Broadcast Film Critics Association Awards :
  - 2007 pour À la recherche du bonheur
  - 2001 pour Ali

- Blockbuster Entertainment Awards :
  - 2001 pour La Légende de Bagger Vance
  - 2000 pour la chanson favori d'un film Wild Wild West
  - 2000 pour Wild Wild West

- MTV Movie Awards :
  - 2007 pour À la recherche du bonheur
  - 2005 pour Hitch, expert en séduction pour la meilleure performance masculine
  - 2005 pour Hitch, expert en séduction pour la meilleure performance comédienne
  - 2004 pour Bad Boys 2 pour la meilleure  équipe avec Martin Lawrence
  - 1999 pour Ennemi d'État
  - 1998 pour Men in Black pour la meilleure performance comedienne
  - 1998 pour Men in Black  la meilleure  équipe avec Tommy Lee Jones
  - 1997 pour Independence Day
  - 1996 pour Bad Boys  pour la meilleure  équipe avec Martin Lawrence

- Teen Choice Award :
  - 2005 pour Hitch, expert en séduction (5 nominations) dans les catégories :
- Choice Movie Blush Scene 
- Choice Movie Love Scene 
- Choice Movie Rockstar Moment 
- Choice Movie Dance Scene 
- Choice Movie Liplock
  - 2002 pour Men in Black II
  - 1999 pour Ennemi d'État

- BET Awards :
  - 2005 du meilleur acteur
  - 2007 du meilleur acteur

- Visual Effects Society Awards :
  - 2003 pour Men in Black

- Soul Train Music Awards :
  - 2000 pour le meilleur clip video de R&B/Soul ou Rap

- MTV Video Music Awards :
  - 1991 pour la meilleure video de rap
  - 1997 pour la meilleure video masculin
  - 1998 pour la meilleure video de l'année
  - 1998 pour la meilleure video de dance
  - 1998 Viewer's Choice
  - 1999 pour la meilleure video de l'année
  - 1999 pour la meilleure video d'un film (Wild Wild West)
  - 2002 pour la meilleure video d'un film (Men in Black II)

- MTV Europe Music Awards :
  - 1999 pour le meilleur artist de Hip-Hop

- American Music Award :
  - 1999 pour le meilleur artist de Pop/Rock
  - 1992 pour le meilleur Soul/R&B Band/Duo/Group
  - 1992 pour le meilleur artist Rap/Hip-Hop